# Laurenz Cronenberg
Laurenz Cronberg, ou Laurentz Cronberg, né avant 1520 et mort après 1550, est un constructeur de la cathédrale de Cologne au  Moyen Âge tardif.

## Biographie
On sait peu de choses sur cet ingénieur, officiellement connu comme le « maître de chantier de la cathédrale ». Un acte notarié du 15 février 1539 cite Laurenz Cronenberg comme contremaître de l '« atelier de cathédrale ». Le procès-verbal du Conseil de ville indique qu'un « Maître Laurentz Cronberg » est fonctionnaire municipal et congédié le 22 août 1547 pour cause de maladie de son poste d'inspecteur des travaux et remplacé par Heinrich Bilck. Pour Johann Jakob Merlo, Cronenberg n'a pas été embauché comme maître d'œuvre du chantier, mais seulement en tant qu'expert. Cronenberg, qui avait déclaré être lépreux, devait être malade depuis un certain temps au moment de son licenciement, car Bilck l'avait déjà représenté avant août 1547. Cronenberg demande une aide financière à la ville qui lui octroie un florin hebdomadaire à vie, et un logement correct. Cette résolution du conseil documente le dernier signe de vie de Cronenberg, qui disparaît des archives.

## Arrêt des travaux de construction de la cathédrale de Cologne
Cronenberg est en poste à un moment où les travaux de construction de la cathédrale diminuent, tout comme l'intérêt pour la construction de la cathédrale en raison d'évolutions esthétiques et du nombre réduit de pèlerins. Le dernier maître d'œuvre connu au siècle précédent était Johann Kuene van Franckenberg, mentionné pour la dernière fois en 1491. Vers 1500, la première pierre de la tour nord est posée : la tour ne sera terminée qu'en 1880 lors de l'achèvement néo-gothique de la cathédrale. À partir de 1510, les travaux de la cathédrale s'arrêtent progressivement. Des recherches plus récentes suggèrent que la construction sera en grande partie interrompue après 1530, même si l'argent rentrait encore pour entretenir l'équipement et effectuer les réparations. Cronenberg est ainsi le dernier responsable technique de la cathédrale au Moyen Âge. La construction est complètement arrêtée en 1560 après que le chapitre de la cathédrale a officiellement mis fin au financement. Le maître d'œuvre suivant, Friedrich Ahlert, n'est nommé qu'en 1821.